# アイアンマウンテン報告
アイアンマウンテン報告（原題：The Report from Iron Mountain）とは、1967年にリンドン・ジョンソン政権下のアメリカにおいてダイヤル・プレスによって出版された、政府の諮問会議の報告書を模した書籍である。
本書には、本書の著者は身元を秘匿された15名からなる特別研究グループであり、本書の公表は予定されていなかったとの主張が記載されている。本書は、政府が権力を維持したいのであれば、戦争またはその信頼できる代替物が必要であると結論づけており、この点に関する政府諮問会議の分析を詳細に述べている。
本書はニューヨーク・タイムズのベストセラーとなり、15ヶ国語に翻訳された。日本語版は山形浩生が翻訳し、ダイヤモンド社から1997年に刊行されている。
本書がシンクタンクの論理と文書作成スタイルを風刺した偽書であるのか、それとも本物の極秘政府機関の成果物であるのかは議論が分かれている。風刺作家レナード・C・リュインが1972年に本書はパロディ本であり真の著者は自分自身であることを表明したが、本書を好む陰謀論者はリュインの声明を無視している。なお、リュインは小説家マイクル・Z・リューインの父である。

## 出版歴
本書の初版は1967年にダイヤル・プレスから出版され、1980年に絶版となった。当時ダイヤル社の編集者であったE・L・ドクトロウと編集長リチャード・バロンは、リュインやヴィクター・ナヴァスキーとの間の合意に基づき、本書をノンフィクションとして分類し、真正性への疑義を避けるため脚注を付することを決めた。
リバティ・ロビーは、1990年、本書はアメリカ合衆国政府の文書であり、ゆえに元来パブリック・ドメインであると主張して、本書を再出版した。リュインは著作権侵害を理由に訴訟を提起したが、和解で終結した。ニューヨーク・タイムズによれば、「両当事者はいずれも和解条件の全貌を明かすことはなかったが、リュインは1000部以上の海賊版を受け取った」という。
同様に、絶版となった政治学の古典の復刻を行う小規模出版社であるBuccaneer Books社も、1993年に本書を出版した。この版が著者の許諾を受けていたかは明らかではない。
海賊版への対応として、サイモン&シュスターは1996年に、リュインの許諾を得て、同社のFree Pressブランドからハードカバーの新版を出版した。この版には、新しくナヴァスキーによる序文とリュインによるあとがきが付されており、その双方において、本書がフィクションであり風刺であることが強調され、初版出版時からの論争と、近年の陰謀論者による同書への注目についても議論された。
2008年にはペーパーバックの新版が出版された。

## 内容
本書によれば、15名からなる「特別研究グループ」と呼ばれる委員会が、1963年に、アメリカ合衆国が恒久平和の状態に至った場合に起こりうる問題について研究するために設立されたという。会合は「アイアン・マウンテン」と呼ばれる地下の核シェルター（および世界中のその他の場所）で行われ、研究はその後2年間続けられたという。報告書の内容を公にしようと決断したのは、委員会構成員の一人であり、中西部の大学教授であった「ジョン・ドゥ」（匿名希望者）であったという。
本報告書は、大量の脚注を用いて、平和は安定した社会の利益にならず、「仮に恒久平和が達成可能であるとしても、ほぼ確実にこれを達成しようとする社会の利益にならない」と結論づけた。戦争は経済の一部である。それゆえ、戦争状態を安定した経済と考える必要があるという。研究グループは、政府は戦争なくして存立し得ず、国民国家は戦争への資金供給のために成立したという説を唱えた。戦争は集合的加害性を傍へ避けるために重要な機能を果たしているとし、戦争の「信頼できる代替物」と、戦争の機能を再現するための「血の代償」を支払うことが推奨されている。政府が作出しうる有望なものとしては地球外生命体の報告が挙げられている。これは、「現代の技術的・政治的水準に適した」形での、婉曲的な奴隷制の再導入である。また、浮動的な大衆の注意を引くのに特に有効と目されるのが、「環境の大規模汚染」の脅威であるという。

## リンドン・ジョンソンの反応
USニューズ&ワールド・レポートの1967年11月20日版は、匿名の政府職員から本報告書が本物であると確認が得られたと主張している。この政府職員によれば、本報告書を読んだリンドン・ジョンソン大統領は「驚きのあまり跳び上がって天井に頭をぶつけ」、本報告書を永久に抹消するよう命令したという。また、海外のアメリカ大使館にも命令が伝達され、本書がアメリカの政策とは全く関係ないことを強調するよう指示されたという。

## 真正性
初版が出版された際、本書が偽書か本物かについて論争が巻き起こった。ニューヨーク・タイムズ・ブックレビューの1972年3月19日版の記事において、リュインは本書の著者は自分であると書いた。
本書はギネス世界記録に「最も成功した偽書」として記録されている。本書は本物であり、流出による被害を抑えるために偽書扱いされているに過ぎないと考える人もいる。
「ザ・ネーション」紙上で2015年に刊行されたE・L・ドクトロウの追悼文で、ヴィクター・ナヴァスキーは、ドクトロウと、風刺雑誌「モノクル」の2名の編集者（マーヴィン・キットマンとリチャード・リンゲマン）と、そして彼自身が「アイアンマウンテン報告」の作成に関与していたことを断言した。レナード・リュインが主たる著者で、経済学者ジョン・ケネス・ガルブレイスから助言を得ていたというのである。

### ジョン・ケネス・ガルブレイスによる真正性声明とされるもの
1967年11月26日、「ハーシェル・マクランドレス」氏による本書の書評がワシントン・ポストに掲載されたが、これはハーバード大学教授ジョン・ケネス・ガルブレイスのペンネームであると疑われている。マクランドレスは、自身もグループへの参加を打診されたことがあり、直接本報告書が本物であることを知っていると書いていた。彼は、グループの一員として参加することはできなかったが、折に触れて相談を受けており、守秘義務についても指示を受けていたというのである。彼は、本報告書を公表することが賢明であるかについては疑問を持っていたが、本報告書の結論には完全に同意していた。
6週間後、ロンドン発のAP通信の報道で、ガルブレイスは冗談めかしてさらに踏み込んだ発言をした。すなわち、彼はこの陰謀を企んだうちの一人であったというのである。その翌日、ガルブレイスは発言を撤回した。彼の「陰謀」発言について問われ、次のように答えたのである。「チャールズ2世の時代から、タイムズ紙は発言の切り取りの罪を繰り返してきた……ディーン・ラスクが書こうがクララ・ブース・ルースが書こうが、私の信念は揺るがない。」

その6日後、当初の報道をした記者は次のように報じた。
2013年にニューヨーク・マガジンに掲載された記事において、ナヴァスキーは、ガルブレイスは本当にマクランドレスであり、マクランドレスは「当初から架空の人物であった」のだと断言している。

## 日本語訳
- 氏家尚 訳『戦争は消えない : アメリカの告白』産業能率短期大学出版部、1969年5月。
- レナード・C・リュイン 著、山形浩生 訳『アイアンマウンテン報告 : 平和の実現可能性とその望ましさに関する調査』ダイヤモンド社、1997年7月。ISBN 4-478-18016-4。